# Mohamed Fikri
Mohamed Fikri (en arabe : محمد فكري, en amazigh : ⵎⵓⵄⵎⵎⴷ ⴼⵉⴽⵔⵉ), né le 20 octobre 1993 à Fès (Maroc) est un footballeur marocain évoluant dans le club des FAR de Rabat. Il joue au poste d'attaquant.

## Biographie
Mohamed Fikri naît à Fès et intègre tôt l'académie du Rachad Bernoussi. Il fait ses débuts professionnels en 2015 avec le MAS de Fès, avant de rencontrer des problèmes de concurrence en équipe A. Lors de la saison 2016/2017, il est prêté à la JS El Massira.
Le 19 septembre 2018, il signe un contrat de quatre ans au Chabab Rif Al Hoceima. Il joue une saison complète avant de signer au FAR de Rabat. 